# Central hidroeléctrica de Zhiguli
La central hidreléctrica de Zhigulí o central hidreléctrica Zhigulyóvskaya (ruso Жигулёвская ГЭС, Zhigulyóvskaya GES), anteriormente conocida como la central hidroeléctrica de Kúibyshev (Kúibyshev GES) es una gran presa y central hidroeléctrica del río Volga, ubicada cerca de Zhiguliovsk y Toliatti en la óblast de Samara de Rusia. Es la sexta etapa en la cascada de presas del Volga-Kama, y la segunda de ellas en energía instalada.

## Datos generales
La construcción comenzó en 1950 y se acabó en 1957. El complejo está formado por una presa rellena de tierra, de 2800 metros de largo, 750 m de ancho y 52 m de alto, con un vertedero de hormigón, 980 m de largo, la casa de la central eléctrica, 700 m de largo y esclusas navegables de dos sentidos. La energía instalada es 2471,5 MW, la producción anual (2017) de 11.815 GWh. La casa de la electricidad tiene 20 unidades generadoras con turbinas Kaplan, 1 de 115 MW, 4 de 120 MW y 15 de 125,5 MW con una cabecera de 22,5 m. La presa forma el embalse de Kúibyshev.